# Poa mendocina
Poa mendocina là một loài cỏ trong họ hòa thảo, thuộc chi poa.